# Pseudobangia
Pseudobangia K.M.Müller & R.G.Sheath, 2005, segundo o sistema de classificação de Hwan Su Yoon et al. (2006), é o nome botânico de um gênero de algas vermelhas pluricelulares da família Bangiaceae.

## Espécies
Apresenta uma única espécie:
- Pseudobangia kaycoleia[nota 1] K.M. Müller & R.G. Sheath, 2005